# Manuel da Ressurreição
Dom Frei Manuel da Ressurreição, , O.F.M., (Lisboa – Portugal, janeiro de 1718 — São Paulo, 21 de outubro de 1789) foi um frade franciscano ou religioso dos menores observantes de São Francisco, sacerdote e prelado católico português e terceiro bispo de São Paulo.
Era filho de Bento Alves de Carvalho e de sua mulher Helena Maurícia de Amorim, tendo sido batizado a 9 de janeiro de 1718. Dom Frei Manuel era graduado em leis e Cânones. Foi ordenado sacerdote em 25 de fevereiro de 1741.  Fez parte do Conselho do Santo Ofício da Inquisição.

## Episcopado
A sua nomeação régia para Bispo de São Paulo ocorreu no reinado de Dom José I.
No dia 17 de junho de 1771, aos 53 anos, foi confirmado, por Breve do Papa Clemente XIV, Bispo de São Paulo.
Foi sagrado bispo, no dia 28 de outubro de 1771, pelas mãos de Dom Manuel do Cenáculo de Vilas-Boas, bispo da Beja, sendo consagrantes: Dom Bartolomeu Manuel Mendes dos Reis, bispo de Macau e depois bispo de Mariana e Dom Miguel Antônio Barreto de Meneses, bispo de Bragança.
Tomou posse como bispo da sua Diocese de São Paulo a 17 de maio ou 17 de julho de 1772, por procuração passada ao Cônego Antônio de Toledo Lara, em 7 de dezembro de 1771.
Fez sua primeira entrada solene na catedral de São Paulo a 19 de março de 1774. Governou o bispado até 21 de outubro de 1789, quando veio a falecer.

## Brasão
Descrição: Escudo eclesiástico, partido: o 1º de blau,com um braço humano vestido de sépia, movente do flanco dextro, e outro de carnação, movente do flanco senestro, passados em aspa e com ambas as mãos chagadas de goles, encimados de uma cruz latina de jalde – Armas da Ordem Franciscana; o 2º de goles, com cinco cabeças de mouro fotadas de argente e ensanguentadas, postas em sautor – Armas da família Amorim. O escudo está assente em tarja branca. O conjunto pousado sobre uma cruz trevolada de ouro, entre uma mitra de prata adornada de ouro, à dextra, e de um báculo do mesmo, a senestra, para onde se acha voltado. O todo encimado pelo chapéu eclesiástico com seus cordões em cada flanco, terminados por seis borlas cada um, tudo de verde.
Interpretação: O escudo obedece as regras heráldicas para os eclesiásticos. Os campos representam as armas da  família religiosa e da família materna do bispo, nascido da nobreza lusitana.  No 1º, a cor blau (azul) representa o manto de Maria Santíssima e, heraldicamente, significa: justiça, serenidade, fortaleza, boa fama e nobreza; os braços representam os membros de Nosso Senhor Jesus Cristo e de São Francisco de Assis, na  recepção das chagas; a cruz é o sinal da fé cristã e da salvação, e seu metal, jalde, (ouro) simboliza: nobreza, autoridade, premência, generosidade, ardor e descortínio. No 2º, o campo goles (vermelho) simboliza o fogo da caridade inflamada no coração do bispo, bem como valor e socorro aos necessitados as cabeças de mouro decepadas representam a luta pela fé cristã,  e o metal argente (prata) simboliza a inocência, a castidade, a pureza e a eloqüência, virtudes essenciais num sacerdote.[carece de fontes?]

## Atividade e contribuições
Tendo tomado posse, pessoalmente, da Diocese de São Paulo somente em 19 de março de 1774, após permanecer grande tempo na Bahia, governando aquela capitania. Tendo passado pela vila de Santos e observado o grande trânsito de militares, tratou logo de desobrigá-los das obrigações quaresmais. Trouxe do convento franciscano de Lisboa, em sua comitiva, o organista e compositor André da Silva Gomes, que em São Paulo exerceu o cargo de mestre de capela da catedral (de 1774 a 1823) e de mestre régio de gramática latina (de 1797 a 1828). Foi no seu governo que o Papa Clemente XIV, por influência do Marquês de Pombal, extinguiu, ainda que por poucos anos, a Companhia de Jesus. Enfrentou também a insurgência do governador da capitania de São Paulo, Martim Lopes Lobo de Saldanha. Realizou importante Visita pastoral, no ano de 1776, ano em que realizou o censo dos habitantes. Intelectual, conseguiu reabrir o Seminário, que funcionou no Palácio Episcopal, onde incentivava as ideias iluministas. Fez o minucioso levantamento das côngruas pagas aos religiosos, com o qual fez requisições à rainha Dona Maria I. Durante o seu bispado,o Papa Pio VI decretou, em maio de 1782, Santana, mãe da  bem-aventurada Virgem Maria, copadroeira de São Paulo, unindo-a aos padroeiros instituídos na bula de criação Candor Lucis Æternæ, de 6 de dezembro de 1745, São Paulo e Nossa Senhora da Assunção.[carece de fontes?]